# Ephelotermes
Ephelotermes es un género de termitas isópteras perteneciente a la familia Termitidae que tiene las siguientes especies:
1. Ephelotermes argutus
2. Ephelotermes cheeli
3. Ephelotermes melachoma
4. Ephelotermes paleatus
5. Ephelotermes persimilis
6. Ephelotermes taylori